# Joker (casa discografica)
La Joker è un sottomarchio della SAAR Srl fondata negli anni sessanta da Walter Guertler.

## Storia
Walter Guertler era entrato nel mondo discografico nel 1948, fondando la Celson, e nel 1951 aveva acquistato un'altra etichetta, la Music, mantenendole però in vita separatamente.
Agli inizi del 1958 però decise di unire le due aziende, sotto la denominazione SAAR (Società Articoli Acustici Riprodotti), con sede a Milano in viale di Porta Vercellina 14, e in quell'occasione creò una nuova etichetta, la Jolly, a cui seguirono qualche anno dopo la Joker e la Up (Up Superstereo International). Sicuramente l'artista italiano di maggior successo dell'etichetta è il cantante Bruno Venturini.
Nata per pubblicare in edizione economica i dischi dell'etichetta discografica consorella Jolly, successivamente pubblicò anche emissioni discografiche estere acquisite dalla SAAR Records, costituendo così un ampio catalogo che arrivava a coprire svariati generi quali musica classica, jazz degli anni venti e trenta, oltre a musicisti blues e rock 'n' roll. Avendo Sergio Balloni come direttore di produzione, la Joker pubblicò anche cantanti messi autonomamente sotto contratto, come Maurizio Arcieri, Tony Cucchiara o Anna Rusticano. Completano il catalogo una serie di dischi dedicati all'infanzia, alla letteratura e a documenti sonori di carattere storico.
Una peculiarità di questa etichetta era quella di essere distribuita anche in punti di vendita non specializzati nella rivendita di dischi, quali ad esempio i grandi magazzini e le edicole . La ricchezza del catalogo derivava dalla politica delle nuove acquisizioni internazionali che cercavano di seguire l'interesse del pubblico. In particolare le acquisizioni avvenivano dagli Stati Uniti d'America dalla Germania Ovest per quanto riguarda la musica classica, oppure dalla Francia. Nel 1997 il volume di vendite complessive degli oltre 1.850 titoli presenti in catalogo (tra LP, musicassette e Stereo8) si aggirava attorno ai 5 milioni di unità. In tal modo la Joker si posizionava tra le etichette discografiche economiche dell'epoca, quali la serie Lineatre della RCA, la serie Orizzonte della Ricordi e la Record Bazaar della CGD.
La etichetta Up invece fu creata per ripubblicare (sempre in edizione economica) i dischi di maggior successo in termini di vendite della consorella Joker, oltre che opere indipendenti tra cui ricordiamo un album (e varie raccolte per il mercato estero) del già citato Venturini e colonne sonore del compositore Franco Zauli.